# Mufulira
Mufulira, ciutat situada al nord de Zàmbia central, a la província de Copperbelt, a prop de les ciutats de Kitwe i Ndola, a la frontera amb la República Democràtica del Congo. Enclavada en una zona dedicada a l'extracció de coure, constitueix un destacat centre de comunicacions ferroviàries i per carretera. El 2010 tenia 59.955 habitants.